# Essex County, New York
Essex County är ett administrativt område i delstaten New York, USA, med 39 370 invånare. Den administrativa huvudorten (county seat) är Elizabethtown. 

## Geografi
Enligt United States Census Bureau har countyt en total area på 4 964 km². 4 654 km² av den arean är land och 310 km² är vatten. 

### Angränsande countyn
- Clinton County, New York - nord
- Chittenden County, Vermont - nordost
- Addison County, Vermont - öst
- Washington County, New York - syd
- Warren County, New York - syd
- Hamilton County, New York - sydväst
- Franklin County, New York - nordväst

### Orter

#### Kommuner (Towns)
- Chesterfield
- Crown Point
- Elizabethtown
- Essex
- Jay
- Keene
- Lewis
- Minerva
- Moriah
- Newcomb
- North Elba
- North Hudson
- Schroon
- St. Armand
- Ticonderoga
- Westport
- Willsboro
- Wilmington

#### Byar (Villages)
- Lake Placid
- Port Henry
- Saranac Lake

### Census-designated places
Census-designated places är i allmänhet mindre orter som saknar kommunalt självstyre.
- Elizabethtown (huvudort)
- Keeseville
- Mineville
- Schroon Lake
- Ticonderoga
- Westport
- Willsboro
- Wilmington
- Witherbee